# Linognathus bedfordi
Linognathus bedfordi är en insektsart som beskrevs av Ferris 1932. Linognathus bedfordi ingår i släktet Linognathus och familjen nötlöss. Inga underarter finns listade i Catalogue of Life.